# Geo Widengren

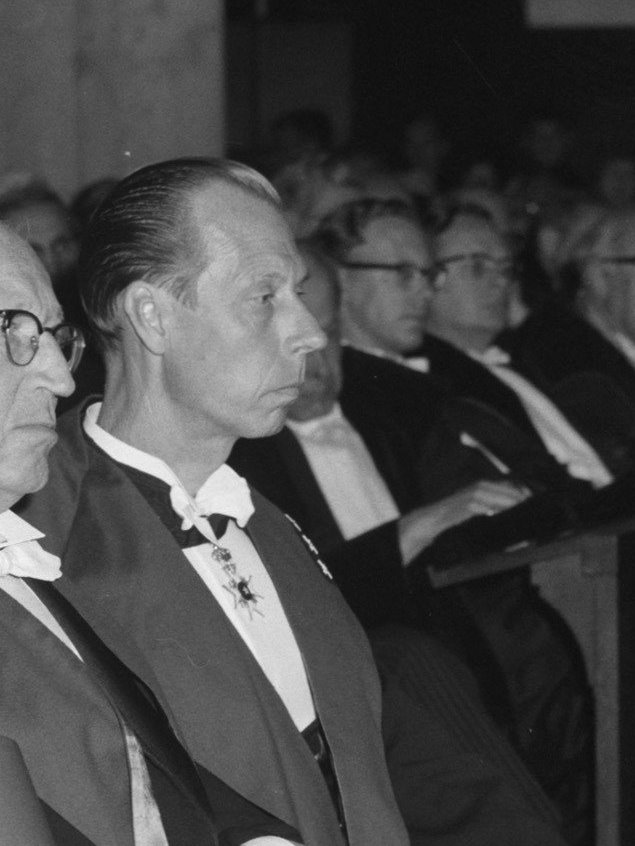
Widengren (1962)

Geo Widengren (* 24. April 1907 in Stockholm; † 28. Januar 1996 ebenda) war ein schwedischer Orientalist und Religionswissenschaftler, der sich vornehmlich der Erforschung der altorientalischen und iranischen Religionen widmete, aber auch mit Studien zu Judentum, Islam und der Religionsphänomenologie befasste.

## Leben
Widengren wurde 1936 zum Dr. theol. promoviert und lehrte von 1940 bis zu seiner Emeritierung im Jahre 1973 als Professor für Religionsgeschichte an der Universität Uppsala. Von 1950 bis 1960 war er Vizepräsident, anschließend bis 1970 Präsident der International Association for the History of Religions (IAHR).

## Werk
Widengrens Arbeiten waren philologisch genau und erfolgten im Bereich der iranischen Religionen unter Heranziehung aller iranischen Dialekte sowie anderer Sprachen aus dem Umfeld des Iran, etwa Sanskrit, Akkadisch, Arabisch oder Syrisch. Er vertrat gleichwohl die Ansicht, Philologie alleine mache einen Wissenschaftler noch nicht zum Religionshistoriker: Religionen müssten als solche gesichtet und gewertet werden. Daher lehnte er stets entschieden die verschiedenen evolutionistischen Theorien in der Religionswissenschaft ab: Nach seiner Ansicht beginnt Religion mit sich selbst und kann nicht aus etwas abgeleitet werden, was ihr wesensfremd ist, also weder aus unpersönlichen Kräften vorreligiöser Art (Mana, Totem), aber auch nicht aus der Magie, die als etwas anzusehen sei, was von Religion wesensverschieden sei. Das Heilige war für Widengren keine unpersönliche Größe, sondern eine Eigenschaft, die der göttlichen Sphäre anhafte.
Seine Forschungen sind von größter Bedeutung für das Verständnis des Hochgottglaubens in den Religionen. Er stellte den Hochgott als Schöpfer, Himmelsherrn, Spender der Fruchtbarkeit und über Gut und Böse erhabene Schicksalsmacht dar. Widengren ist für die Archäologie von besonderer Bedeutung, da seine Sprache und Deutung einen forschungshistorischen Hintergrund hat.
Widengren vertrat eine Verschränkung von phänomenologischer Betrachtung und historischer Ableitung.

## Schriften (Auswahl)
- The Accadian and Hebrew Psalms of Lamentation as Religious Documents: A Comparative Study. (Dissertation) Uppsala 1936.
- Hochgottglaube im alten Iran. Eine religionsphänomenologische Untersuchung. Uppsala 1938.
- King and Saviour I. The Great Vohu Manah and the apostle of God: Studies in Iranian and Manichaean Religion. Uppsala 1945.
- King and Saviour II. Mesopotamian Elements in Manichaeism. Studies in Manichaean, Mandaean, and Syrian-gnostic religion. Uppsala 1946.
- King and Saviour III. The Ascension of the Apostle and the Heavenly Book. Uppsala 1950.
- King and Saviour IV. The King and the Tree of Life in Ancient Near Eastern Religion. Uppsala 1951.
- King and Saviour V. Muhammad. The Apostle of God and his Ascension. Uppsala 1955.
- Sakrales Königtum im Alten Testament und im Judentum. Kohlhammer, Stuttgart 1955.
- Iranisch-semitische Kulturbegegnung in parthischer Zeit. Westdeutscher Verlag, Köln 1960.
- Die Mandäer. In: Handbuch der Orientalistik, I, VIII 2, Brill, Leiden 1961, S. 83–101.
- Mani und der Manichäismus. Kohlhammer, Stuttgart 1961.
- Iranische Geisteswelt von den Anfängen bis zum Islam. Holle, Baden-Baden 1961 (Digitalisat).
- Tradition and Literature in early Judaism and in the early Church. Brill, Leiden 1963.
- Die Religionen Irans (= Die Religionen der Menschheit. Band 14). Kohlhammer, Stuttgart 1965.
- Der Feudalismus im alten Iran. Männerbund, Gefolgswesen, Feudalismus in der iranischen Gesellschaft im Hinblick auf die indogermanischen Verhältnisse. Westdeutscher Verlag, Köln/Opladen 1969.
- Religionsphänomenologie. De Gruyter, Berlin 1969.
- The Gnostic Attitude. University of California, Santa Barbara 1973.